# Torneo Femenino Clausura 2012 (Argentina)
La versión femenina del Torneo Clausura 2012 fue la que cerró la vigésima segunda temporada del Campeonato Femenino de Fútbol de Argentina, desarrollada entre el 16 de abril y el 24 de junio. Fue organizado por la Asociación del Fútbol Argentino
UAI Urquiza, el campeón de esta edición, disputó partidos de ida y vuelta con Boca Juniors, el campeón del Apertura 2011, para lograr la clasificación a la Copa Libertadores Femenina de 2012. Boca Juniors clasificó con un global de 13-0.

## Equipos
| Equipo                      | Ciudad        | Jurisdicción                    |
| --------------------------- | ------------- | ------------------------------- |
| Boca Juniors                | Buenos Aires  | Ciudad Autónoma de Buenos Aires |
| Estudiantes                 | La Plata      | Provincia de Buenos Aires       |
| Huracán                     | Buenos Aires  | Ciudad Autónoma de Buenos Aires |
| Independiente               | Avellaneda    | Provincia de Buenos Aires       |
| Platense                    | Vicente López | Provincia de Buenos Aires       |
| River Plate                 | Buenos Aires  | Ciudad Autónoma de Buenos Aires |
| San Lorenzo                 | Buenos Aires  | Ciudad Autónoma de Buenos Aires |
| UAI Urquiza                 | San Martín    | Provincia de Buenos Aires       |
| Universidad de Buenos Aires | Buenos Aires  | Ciudad Autónoma de Buenos Aires |
| Vélez Sarfield (Mercedes)   | Mercedes      | Provincia de Buenos Aires       |

## Sistema de disputa
El torneo se llevó a cabo en una sola rueda, por el sistema de todos contra todos.
La tabla final de posiciones se estableció por acumulación puntos, y, en caso de que hubiese habido empate entre dos o más equipos, se habrían realizado de partidos de desempate. Se otorgan tres puntos por partido ganado, uno por partido empatado y ninguno, en caso de derrota.
Para la clasificación a la Copa Libertadores de 2012, se realizaría un enfrentamiento a partido único entre el ganador del Torneo Apertura 2011 y el del Torneo Clausura 2012. En caso de ser el mismo, ese equipo clasificaría directamente al torneo continental.

## Tabla de posiciones
| Pos | Equipo                      | Pts | PJ | PG | PE | PP | GF | GC | Dif |
| --- | --------------------------- | --- | -- | -- | -- | -- | -- | -- | --- |
| 1º  | UAI Urquiza                 | 23  | 9  | 7  | 2  | 0  | 36 | 5  | 31  |
| 2º  | Boca Juniors                | 22  | 9  | 7  | 1  | 1  | 48 | 9  | 39  |
| 3º  | San Lorenzo                 | 20  | 9  | 6  | 2  | 1  | 43 | 16 | 27  |
| 4º  | River Plate                 | 16  | 9  | 5  | 1  | 3  | 47 | 15 | 32  |
| 5º  | Estudiantes                 | 15  | 9  | 4  | 3  | 2  | 19 | 10 | 9   |
| 6º  | Universidad de Buenos Aires | 13  | 9  | 4  | 1  | 4  | 11 | 22 | -16 |
| 7º  | Huracán                     | 9   | 9  | 3  | 0  | 6  | 2  | 24 | -17 |
| 8º  | Vélez Sarsfield (Mercedes)  | 7   | 9  | 2  | 1  | 5  | 11 | 56 | -45 |
| 9º  | Independiente               | 4   | 9  | 1  | 1  | 7  | 9  | 22 | -13 |
| 10º | Platense                    | 0   | 9  | 0  | 0  | 9  | 4  | 51 | -45 |

### Evolución de las posiciones
| Equipo / Fecha              | 01  | 02  | 03  | 04  | 05  | 06  | 07  | 08  | 09  | 10  |
| --------------------------- | --- | --- | --- | --- | --- | --- | --- | --- | --- | --- |
| Boca Juniors                | 5º  | 2º  | 2º  | 3º  | 4º  | 2º  | 2º  | 2º  | 2º  | 2º  |
| Estudiantes                 | 6º  | 6º  | 7º  | 5º  | 5º  | 5º  | 5º  | 5º  | 4º  | 5º  |
| Huracán                     | 9º  | 9º  | 9º  | 9º  | 9º  | 9º  | 9º  | 9º  | 9º  | 7º  |
| Independiente               | 3º  | 7º  | 8º  | 8º  | 8º  | 7º  | 7º  | 7º  | 7º  | 9º  |
| Platense                    | 10º | 10º | 10º | 10º | 10º | 10º | 10º | 10º | 10º | 10º |
| River Plate                 | 1º  | 4º  | 4º  | 4º  | 3º  | 4º  | 3º  | 4º  | 5º  | 4º  |
| San Lorenzo                 | 7º  | 5º  | 5º  | 2º  | 2º  | 3º  | 4º  | 3º  | 3º  | 3º  |
| UAI Urquiza                 | 2º  | 1º  | 1º  | 1º  | 1º  | 1º  | 1º  | 1º  | 1º  | 1º  |
| Universidad de Buenos Aires | 8º  | 8º  | 6º  | 7º  | 6º  | 6º  | 6º  | 6º  | 6º  | 6º  |
| Vélez Sarsfield (Mercedes)  | 4º  | 3º  | 3º  | 6º  | 7º  | 8º  | 8º  | 8º  | 8º  | 8º  |

## Partidos

### Fecha 1
| 14 de abril de 2012, 15:00 | UAI Urquiza                                                                   | 4:0 | Huracán | Cancha de JJ. Urquiza, |  |
|                            | Paula Ugarte 44', 67' · Mercedes Pereyra 68' · Analía Hirmbruchner 73' (pen.) |     |         |                        |  |

| 15 de febrero de 2012, 13:30 | Independiente                                  | 2:2 | Vélez Sarfield (Mercedes) | Cancha Auxiliar (Wilde),     |                              |
|                              | Florencia Reynoso 41' · Araceli Valenzuela 55' |     | Belén Lucero 62', 77'     | Árbitro(s): Florencia Romano | Árbitro(s): Florencia Romano |

| 15 de abril de 2012, 15:00 | Estudiantes (La Plata) | 1:1 | Boca Juniors             | Cancha Auxiliar,            |                             |
|                            | Fanny Rodríguez 20'    |     | Belén Potassa 25' (pen.) | Árbitro(s): Salomé Di Iorio | Árbitro(s): Salomé Di Iorio |

| 15 de abril de 2012, 15:30 | Platense | 0:7 | River Plate | Cancha Auxiliar,           |                            |
|                            |          |     | Eliana Stabile 20' · Andrea López Lajterman 24' · Enriqueta Tato 44', 67' · Camila Gómez Ares 55' · Ayelén Lagos 82' · Natalia Rea 85' | Árbitro(s): Estela Álvarez | Árbitro(s): Estela Álvarez |

### Fecha 2
| 21 de abril de 2012, 15:00 | Boca Juniors                                                                           | 9:2 | Independiente                             | Casa Amarilla, |  |
|                            | Belén Potassa , · Yael Oviedo · Soledad Jaimes , · Andrea Ojeda , · Johanna Gallioti , |     | Gabriela Chávez · Gabriela Barrios (a.g.) |                |  |

| 21 de febrero de 2012, 15:30 | Velez Sarsfield (Mercedes)                      | 3:2 | Platense                    |  |  |
|                              | Noelia Pollero · Mariel Crivella · Belén Lucero |     | Yemima Perera · María Epuin |  |  |

| 22 de abril de 2012, 11:00 | San Lorenzo                                  | 3:2 | Estudiantes (La Plata) | Ciudad Deportiva, |  |
|                            | Débora Molina · Eliana Medina · Carina Núñez |     | Laura Sampedro ,       |                   |  |

| 22 de abril de 2012, 15:00 | River Plate | 0:5 | UAI Urquiza                                                                             |  |  |
|                            |             |     | Paula Ugarte 12' · Analía Hirmbruchner 20' · Amancay Urbani 40', 72' · Alana García 64' |  |  |

### Fecha 3
| 28 de abril de 2012, 15:00 | UAI Urquiza | 9:0 | Vélez Sarsfield (Mercedes) | Cancha Principal, |  |
|                            | Mercedes Pereyra 1' · Amancay Urbani 10', 75' · Paula Ugarte 12', 14', 69' · Mariana Gaitán 46', 54' · Macarena Sánchez 88' |     |                            |                   |  |

| 29 de abril de 2012, 11:30 | UBA            | 1:0 | Huracán | Cancha Excursionistas,      |                             |
|                            | Laura Noya 89' |     |         | Árbitro(s): Salomé Di Iorio | Árbitro(s): Salomé Di Iorio |

| 29 de abril de 2012, 15:30 | Independiente   | 1:2 | San Lorenzo    | Ciudad Deportiva, |  |
|                            | Gabriela Chávez |     | Carina Núñez , |                   |  |

| 13 de mayo de 2012, 15:30 | Platense         | 1:7 | Boca Juniors                                                       |  |  |
|                           | Giselle Cichello |     | Carmen Brusca , · Soledad Jaimes , · Yael Oviedo , · Miriam Britos |  |  |

### Fecha 4
| 5 de mayo de 2012, 15:00 | Estudiantes (La Plata)                                               | 5:0 | Independiente | Auxiliar Estadio, |  |
|                          | Fátima Pozo · Evangelina Alfano , · Mariana De Moura · Flora Torales |     |               |                   |  |

| 6 de mayo de 2012, 10:00 | San Lorenzo | 15:0 | Platense | Auxiliar, |  |
|                          | Carina Núñez , · Eliana Medina , pen' (-) · Vanina Preininger , · Noelia Espíndola · Caterina Taker · María Jesús Peñalva · Erica Berent (a.g.) |      |          |           |  |

| 6 de mayo de 2012, 14:00 | Boca Juniors      | 1:2 | UAI Urquiza                              | Casa Amarilla, |  |
|                          | Carmen Brusca 92' |     | Indiana Fernández 12' · Paula Ugarte 29' |                |  |

| 6 de mayo de 2012, 15:30 | River Plate | 9:1 | UBA                      | Auxiliar Ezeiza, |  |
|                          | Mariana Larroquette , · Eliana Stabile , · Camila Gómez Ares · Fabiana Vallejos · Natalia Rea · Daiana Cardone |     | Antonella Tassero (a.g.) |                  |  |

### Fecha 5
| 13 de mayo de 2012, 14:00 | UBA                             | 2:0 | Vélez Sarsfield (Mercedes) | Excursionistas, |  |
|                           | Lucía Martelli · Inés Arozarena |     |                            |                 |  |

| 13 de mayo de 2012, 15:00 | UAI Urquiza                                       | 2:2 | San Lorenzo                                |  |  |
|                           | Paula Ugarte 48' · Analía Hirmbruchner 70' (pen.) |     | Carina Núñez 56' · María Jesús Peñalva 87' |  |  |

| 13 de mayo de 2012, 15:30 | Huracán         | 1:11 | River Plate                                                                                  | Auxiliar Huracán,          |                            |
|                           | Silvana Peralta |      | Mariana Larroquette , · Ayelén Lagos , · Eliana Stabile · Victoria Bedini · Fabiana Vallejos | Árbitro(s): Estela Álvarez | Árbitro(s): Estela Álvarez |

| 26 de mayo de 2012, 15:30 | Platense | 0:2 | Estudiantes (LP)                             |  |  |
|                           |          |     | Mariana De Moura 23' · Evangelina Alfano 61' |  |  |

### Fecha 6
| 19 de mayo de 2012, 15:30 | Vélez Sarsfield (Mercedes) | 1:3 | Huracán                                                       | Mun. de Mercedes,             |                               |
|                           | Belén Lucero 5'            |     | Valeria Pacali 12' · Noelia Aguilar 31' · Silvana Peralta 90' | Árbitro(s): Edgardo Kopanchuk | Árbitro(s): Edgardo Kopanchuk |

| 20 de mayo de 2012, 11:00 | Boca Juniors | 11:0 | UBA | Casa Amarilla Nro. 2, |  |
|                           | Andrea Ojeda , · Miriam Britos , · Soledad Jaimes , · Johanna Galliotti , · Yael Oviedo · Carmen Brusca · Ruth Bravo |      |     |                       |  |

| 20 de mayo de 2012, 15:00 | Estudiantes (La Plata) | 0:0 | UAI Urquiza | Auxiliar Estadio, |  |

| 20 de mayo de 2012, 15:00 | Independiente     | 3:0 | Platense | Auxiliar Wilde, |  |
|                           | Micaela Cabrera , |     |          |                 |  |

### Fecha 7
| 26 de mayo de 2012, 14:00 | UBA                                   | 3:3 | San Lorenzo                        | Excursionistas, |  |
|                           | María José Limeres · Lucía Martelli , |     | Noelia Chávez , · Noelia Espíndola |                 |  |

| 26 de mayo de 2012, 15:00 | UAI Urquiza                                                         | 4:1     | Independiente     | Principal, |  |
|                           | Paula Ugarte 19', 29' · Anabella Banegas 66' · Mercedes Pereyra 85' | Reporte | Micaela Cabrera · |            |  |

| 26 de mayo de 2012, 15:00 | Huracán           | 1:2 | Boca Juniors                                | Auxiliar, |  |
|                           | Camila Suárez 18' |     | Andrea Ojeda 36' (pen.) · Miriam Britos 43' |           |  |

| 26 de mayo de 2012, 15:30 | River Plate | 15:0 | Vélez Sarsfield (Mercedes) | Auxiliar Ezeiza, |  |
|                           | Mariana Larroquette , · Ayelén Lagos , · Yamila García , · Camila Gómez Ares · Daiana Cardone · Natalia Rea · Florencia Salazar · Victoria Bedini |      |                            |                  |  |

### Fecha 8
| 3 de junio de 2012, | Boca Juniors               | 2:0 | River Plate |  |  |
|                     | Yael Oviedo · Eva González |     |             |  |  |

| 3 de junio de 2012, 15:00 | Estudiantes (La Plata)                 | 3:0 | UBA |  |  |
|                           | Micaela Sandoval , · Evangelina Alfano |     |     |  |  |

| 3 de junio de 2012, 11:00 | San Lorenzo                   | 2:0 | Huracán |  |  |
|                           | Noelia Chávez · Eliana Medina |     |         |  |  |

| 3 de junio de 2012, | Platense | 0:8 | UAI Urquiza |  |  |
|                     |          |     | Mercedes Pereyra , · Macarena Sánchez , · Amancay Urbani · Mariana Gaitán · Paula Ugarte · Erica Berent (a.g.) |  |  |

### Fecha 9
| 10 de mayo de 2012, | Huracán | 0:2 | Estudiantes (La Plata)            |  |  |
|                     |         |     | Mariana De Moura · Laura Sampedro |  |  |

| 10 de mayo de 2012, | River Plate                            | 3:4 | San Lorenzo                                             |  |  |
|                     | Mariana Larroquette , · Daiana Cardone |     | Carina Núñez , · Noelia Espíndola · María Jesús Peñalva |  |  |

| 10 de mayo de 2012, | Vélez Sarsfield (Mercedes) | 1:10 | Boca Juniors                                                                                                |  |  |
|                     | Mónica Jara                |      | Yael Oviedo 8', 19', 65' · Florencia Curril 12' · Belén Potassa 36', 37', 80', 90' · Miriam Britos 51', 55' |  |  |

| 10 de mayo de 2012, | UBA | -:- | Independiente |  |  |

### Fecha 10
| 17 de junio de 2012, | San Lorenzo                                                                                        | 11:0 | Vélez Sarsfield (Mercedes) |  |  |
|                      | Carina Núñez , · Noelia Chávez , · María Jesús Peñalva · Eliana Medina · Rocío Solla · Irina Ojeda |      |                            |  |  |

| 17 de junio de 2012, | Estudiantes (La Plata)           | 2:2 | River Plate                        |  |  |
|                      | Laura Sampedro · Betiana Aguirre |     | Mariana Larroquette · Ayelén Lagos |  |  |

| 17 de junio de 2012, | Platense | 0:4 | UBA                              |  |  |
|                      |          |     | Inés Arozarena · Johanna Barrera |  |  |

| 17 de junio de 2012, | Independiente | -:- | Huracán |  |  |

### Fecha 11
| 24 de junio de 2012, | UBA                | 1:2 | UAI Urquiza                                    |  |  |
|                      | Lucía Martelli 74' |     | Analía Hirmbruchner 48' · Mercedes Pereyra 76' |  |  |

| 24 de junio de 2012, | Boca Juniors                                                  | 5:1 | San Lorenzo   |  |  |
|                      | Yael Oviedo , · Belén Potassa · Vanesa Santana · Rosana Gómez |     | Eliana Medina |  |  |

| 24 de junio de 2012, | Velez Sarsfield (Mercedes)                               | 4:2 | Estudiantes (La Plata) |  |  |
|                      | Belén Lucero , · Lucrecia Gamarra · Guillermina Crivella |     | Mirella Campagna ,     |  |  |

| 24 de junio de 2012, | Huracán                  | 2:1 | Platense            |  |  |
|                      | Florencia Romero 7', 88' |     | Grisel Menéndez 47' |  |  |

| 24 de junio de 2012, | River Plate | -:- | Independiente |  |  |

## Clasificación a la Copa Libertadores 2012

### Partidos
| 30 de junio de 2012, 15:30 | Boca Juniors                                                                          | 6:0 | UAI Urquiza | Casa Amarilla, |  |
|                            | Belén Potassa 15', 27' · Yael Oviedo 38', 46' · Rosana Gómez 72' · Vanesa Santana 87' |     |             |                |  |

| 7 de julio de 2012, 15:30 | UAI Urquiza | 0:7 | Boca Juniors                                                               |  |  |
|                           |             |     | Belén Potassa , · Yael Oviedo , · Soledad Jaimes · Rosana Gómez · - (a.g.) |  |  |

Boca Juniors clasificó a la Copa Libertadores Femenina de 2012 con un global de 13 - 0.

## Goleadoras
| Jugadora            | Equipo       | Goles |
| ------------------- | ------------ | ----- |
| Mariana Larroquette | River Plate  | 18    |
| Carina Núñez        | San Lorenzo  | 15    |
| Paula Ugarte        | UAI Urquiza  | 11    |
| Yael Oviedo         | Boca Juniors | 10    |
| Belén Potassa       | Boca Juniors | 8     |
| Eliana Medina       | San Lorenzo  | 8     |
| Miriam Britos       | Boca Juniors | 7     |